# Vajmarski ptičar

Vajmarski ptičar (Weimaraner) je pas nemačkog porekla. U srodstvu je sa nemačkim kratkodlakim ptičarom. Ova rasa je uzgajana da bude brza, da ima dobro čulo mirisa i da rešava probleme. Lovi i veliku i malu divljač sa lakoćom. 

## Istorijat
Prvi put se zvanično pojavljuju 1632. godine na slici Antonis van Dajk sa mladim princem Rupertom fon Pfalcom od Nemačke. Rano poreklo ove rase se ne može lako utvrditi.  Odgajivači smatraju da vajmarski ptičari vode poreklo od lovačkih pasa. Najčešća teorija je da su Vajmarski ptičari nastali kao mutacija davno izumrle rase St. Hubertus Branchen. Druga istraživanja ukazuju da ova rasa vodi poreklo od sivih lovačkih pasa koje je kralj Luj IX od Francuske 1250. godine doveo u Evropu iz Egipta. 

## Karakteristike
Glava je široka između ušiju. Uši su dugačke, široke i spuštene. Oči kod štenaca su svetlo plave dok kod odraslih mogu biti boje svetlog ćilibara ili svetlo sive do plavo-sive. 
Nos je sive boje. Ima razvijeno telo i dugačak torso. Rep je kupiran. 
Krzno je kratko i glatko. Krzno je u skladu sa karakteristikama rase sivo-srebrne boje. 
Kratko krzno zahteva održavanje jednom nedeljno jer je rasa predviđena za celodnevno trčanje kao i celodnevan lov.

## Temperament
Vajmarski ptičari su izuzetno energični psi kojima je potrebna svakodnevna aktivnost. 
Sa treniranjem bi trebalo da počnu što ranije da bi naučili kućna pravila i da bi razvili socijalne veštine. 
Ova rasa je jako inteligentna pa ih često zovu psi sa ljudskim mozgom. Vrlo su socijalni psi i vlasnik ne bi trebalo da ih ostavlja dugo same jer u suprotnom mogu da počnu da laju ili da beže.  
Vaspitavanje može biti naporno stoga vlasnik mora biti pažljiv i strpljiv.
Vajmarski ptičari se dobro slažu sa decom. Dobro se slažu i sa drugim psima svoje veličine,dok sa manjim psima ne može biti ostavljen zbog svog jakog nagona za lov i tendencije da ih posmatra kao plen. 

## Problemi sa zdravljem
Skloni su displaziji kukova, uvrtanju želuca,problemima sa očima. Kod se njih javlja i fon Vilebrandov sindrom.
- Vajmarski ptičar u lovu (specifično "poentiranje")
- Štene vajmarskog ptičara
- Vajmarski ptičar u lovu
- Vajmarski ptičar